# BC Kalev
BC Kalev, v současnosti nesoucí sponzorský název BC Kalev/Cramo, je profesionální basketbalový klub se sídlem v Tallinnu v Estonsku. Tým hraje v estonské lize Korvpalli Meistriliiga, v estonsko-lotyšské basketbalové lize a Evropský pohár. Od roku 2009 hrál i nejvyšší ruskou basketbalovou soutěž VTB, kde patřil k nejúspěšnějším týmům, avšak 24. února 2022 ji opustil na protest proti ruské invazi na Ukrajinu. Klub byl založen v roce 1998 a velmi brzy se stal hegemonem estonského basketbalu, získal třináct titulů mistra Estonska (2004–05, 2005–06, 2008–09, 2010–11, 2011–12, 2012–13, 2013–14, 2015–16, 2016–17, 2017–18, 2018–19, 2020–21, 2022–23) a jednou vyhrál estonsko-lotyšskou ligu (2020–21). V letech 1998-1999 nesl název Canon ENM, v letech 1999–2005 Ehitustööriist, od roku 2005 nese název současný. Své domácí zápasy hraje ve sportovní hale Kalev s kapacitou 1780 diváků. Klubovými barvami jsou bílá a modrá, základní sada dresů je bílá.